# Rýžoviště
Rýžoviště (in tedesco Braunseifen) è un comune della Repubblica Ceca facente parte del distretto di Bruntál, nella regione della Moravia-Slesia.